# وی‌آی‌پی (مجموعه تلویزیونی کره جنوبی)
وی‌آی‌پی (کره‌ای: 브이아이피; لاتین‌نویسی اصلاح‌شده: Beuiaipi) یک مجموعهٔ تلویزیونی کره جنوبی سال ۲۰۱۹ با بازی جانگ نا-را، لی سانگ یون، لی چونگ-آه، کواک سون-یونگ، پیو یه-جین و شین جه-ها است. این مجموعه از ۲۸ اکتبر تا ۲۴ دسامبر ۲۰۱۹، روزهای دوشنبه و سه‌شنبه ساعت ۲۲:۰۰ (کی‌اس‌تی) از اس‌بی‌اس پخش شد.

## بازیگران

### اصلی
تیم وی‌آی‌پی
- جانگ نا-را در نقش نا جونگ سون[۲]
- لی سانگ یون در نقش پارک سونگ جون
- لی چونگ-آه در نقش لی هیون آه
- کواک سون-یونگ در نقش سونگ می نا
- پیو یه-جین در نقش اوه یو ری
- شین جه-ها در نقش ما سانگ وو[۳]